# Університет Індонезії
Університет Індонезія (лат. Universitas Studiorum Indonesiensis; індонез. Universitas Indonesia, скорочено UI) —  державний університет в містах  Депок, Західна Ява і Салемба, Джакарта, Індонезія. Це найстаріший вищий навчальний заклад в Індонезії, який вважається найпрестижнішим університетом країни (разом із Бандунзьким технологічним університетом та Університетом Гаджа Мада).

## Рейтинг
У 2018 році в рейтингу світових університетів QS UI зайняв 1-ше місце в Індонезії, 58-ме в Азії і 277-ме у світі.

## Історія
Заснований в 1950 році в Джакарті на базі створеної голландцями в 1849 році Медичної школи для яванців. З 2000 року має автономний статус. У 2010 р. навчалося понад 47 тис. студентів, працювало 7300 викладачів. У складі 15 факультетів: гуманітарних наук, соціально-політичних наук, економічний, юридичний, психології, медичний, стоматологічний, громадської охорони здоров'я, математичних і природничих наук, технології, інженерно-технічний, комп'ютерний, фармакологічний, дошкільного виховання, післявишівського навчання.

## Логотип і філософія
Найраніша форма логотипа університету Індонезія була створена в 1952 році Sumaxtono (при народженні Sumartono) — студентом Інженерного факультету (Fakulteit Teknik Universiteit Indonesia) в Бандунзі.
Логотип називається кала-макара і є символом двох джерел енергії в природі. Кала — це енергія зверху (енергія сонця), в той час як макара представляє енергію знизу (сила землі). Ці дві сили об'єднуються і в єдиний символ, який представляє функцію університету Індонезія як джерела знань.

## Студентські містечка

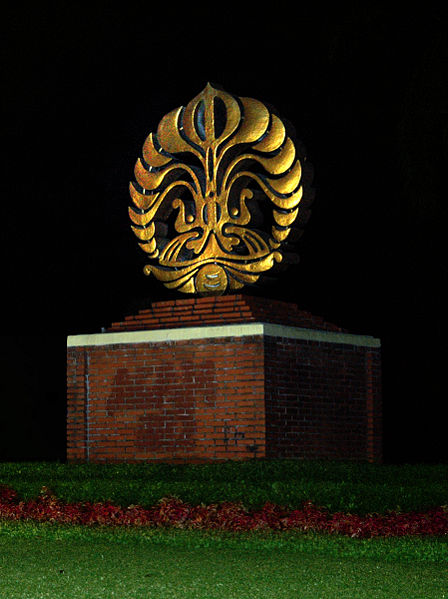
Монумент в кампусі Депок

### Салемба
Кампус Салемба (індонез. Salemba) розташований в центрі Джакарти. У ньому знаходяться факультет медицини і стоматології, університетська стоматологічна клініка, та частина післядипломних програм факультетів правознавства, економіки та інженерної справи.

### Депок
Кампус Депок (індонез. Depok) розташований в однойменному місті, що знаходиться на південь від Джакарти. Побудований у середині 1980-х років. Більшість факультетів (математики та природничих наук, гуманітарних наук, інженерної справи, психології, економіки та ін.) були переведені сюди. На цей момент є основним кампусом.

## Інфраструктура

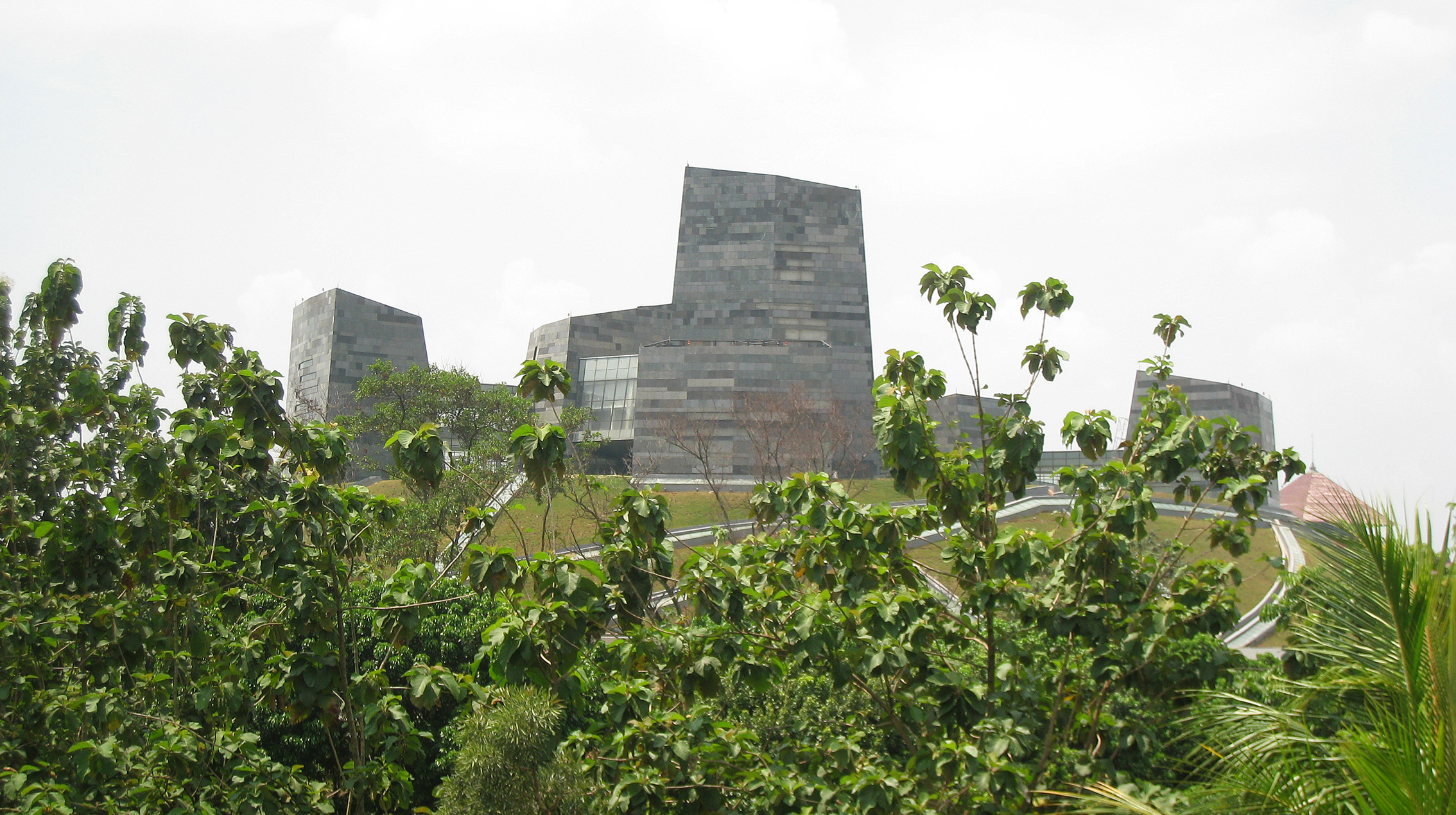
Бібліотека університету Індонезія

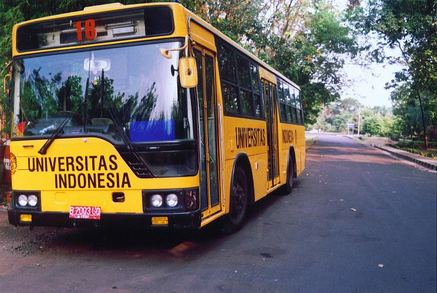
Університетський автобус

## Інфраструктура[19]

### Бібліотека
Бібліотека в кампусі Депок була відкрита 13 травня 2011 року. Побудована на площі 33 000 квадратних метрів, ця бібліотека є найбільшою бібліотекою в Південно-Східній Азії. Розроблений відповідно до концепції стійкого будівництва, бібліотека сама забезпечує себе електроенергією за допомогою сонячної енергії. Її місткість близько 20 000 відвідувачів на день. У фондах бібліотеки 1 500 000 книг.

### Гуртожиток
Університет Індонезія має два гуртожитки, один у місті Депок, а інший в Wismarini. Перший гуртожиток знаходиться на території кампусу Депок і має 480 кімнат для чоловіків і 615 для жінок, у кожній із яких може мешкати від однієї до трьох осіб. У Wismarini гуртожиток має 72 кімнати для чоловіків і 111 кімнат для жінок. Тут мешкають лише студенти, які навчаються на медичному або стоматологічному факультетах, що розташовані в кампусі Salemba.

### Університетський автобус
Завдяки своєму кольору відомі як «жовті автобуси» (індонез. Bis Kuning або Bikun). У 2005 році Університет Індонезія мав 20 автобусів. Вони обслуговують регулярні маршрути в районі кампусу з понеділка по п'ятницю з 7:00 до 21:00 та в суботу з 7:00 до 14:00.

## Діяльність
На базі університету створено інститути економічних та соціальних досліджень, менеджменту, соціологічних досліджень, демографії, засобів масової інформації, прикладної психології, історії, археології, антропології, технологій, кримінології, а також центри: обчислювальний, з вивчення навколишнього середовища та людських ресурсів, лінгвістичний.
Університет підтримує активні зв'язки з національними, регіональними, міжнародними вишами та науковими центрами, в тому числі США, Японії, Нідерландів, Німеччини, країн ACEAH. Бере участь у реалізації окремих наукових та навчальних програм в рамках АСЕАН та інших регіональних організацій Південно-Східної Азії.